# Estrela de Bronze
Estrela de Bronze é uma condecoração militar das Forças Armadas dos Estados Unidos, outorgada por bravura, atos de mérito ou serviço meritório. Quanto outorgada por bravura, é a quarta mais importante medalha na ordem de precedência das condecorações militares norte-americanas.
A condecoração foi criada em 4 de fevereiro de 1944 pela Ordem Executiva nº 9419 e é outorgada a qualquer pessoa que preencha as seguintes qualificações, enquanto em serviço em qualquer função, na ou com as Forças Armadas, após 6 de dezembro de 1941:
- Distinga-se por serviços ou atos heróicos, não envolvidos com missões aéreas, ligados a operações militares contra um inimigo armado.
- Distinga-se enquanto participante de operações militares envolvidas em conflito contra uma força armada oponente, no qual os Estados Unidos não sejam um das partes beligerantes.
- Os atos de heroísmo sejam num grau imediatamente inferior aos requisitados para a outorga da Estrela de Prata.
- Os atos de mérito ou valor sejam menores que o necessário para outorga da Legião de Mérito, sendo necessariamente meritórias e realizadas com distinção.

De acordo com a distinção, ela pode ser também agraciada com folhas de carvalho.